# Конрад I фон Абенберг
Конрад I фон Абенберг (на немски: Konrad I von Abenberg; * ок. 1075, Абенберг в Бавария; † 9 април 1147, Лунгау, Залцбург, Австрия) е от 1106 до 1147 г. архиепископ на Залцбург.

## Биография
Конрад е най-малкият син на граф Волфрам I фон Рангау-Абенберг († сл. 1059) и дъщерята на бургграф Рупрехт фон Регенсбург.
Възпитаван е в двора на крал и император Хайнрих IV. Като каноник Конрад става дворцов каплан в дворцовата капела и след това домхер в Хилдесхайм. Той помага на сина на императора при свалянето на баща му, заради противоречията му с папите.
На 7 януари 1106 г., на имперското събрание в Майнц, Конрад е номиниран от император Хайнрих V за архиепископ на Залцбург, където още е назначеният от Хайнрих IV геген-епископ Бертхолд фон Мозбург († сл. 1106). Конрад поема службата с военна помощ от по-големите му братя Ото и Волфрам. Папа Паскалий II го помазва на 21 октомври в Гвастала за епископ и му дава палиума.
През юли 1110 г. Конрад тръгва заедно с император Хайнрих V за Италия. По време на борбата за инвеститура Конрад е на страната на папата. Заради конфликтите му с императорските чиновници той трябва да избяга през 1112 г. и може да се върне обратно в Залцбург едва през 1121 г.
След завръщането му той реорганизира диоцезата си, основава манастири. Наричан е „вторият основател на Залцбургската църква“. През 1127 г. той построява отново изгорялата катедрала в Залцбург.